# بيت في نهاية الشارع
بيت في نهايه الشارع (بالإنجليزية: House at the End of the Street)‏ هو فيلم إثارة نفسية أمريكي لعام 2012 من إخراج مارك تونديراي، و بطولة جينيفر لورانس. تدور حبكة الفيلم حول فتاة مراهقة ، إليسا ، التي انتقلت مع والدتها المطلقة حديثًا ، إلى حي جديد لتكتشف أن المنزل في نهاية الشارع كان موقعًا لقتل مزدوج شنيع ارتكبته ثلاثة عشر شخصًا.

## روابط خارجية
- بيت في نهايه الشارع على موقع IMDb (الإنجليزية)
- بيت في نهايه الشارع على موقع ميتاكريتيك (الإنجليزية)
- بيت في نهايه الشارع على موقع روتن توميتوز (الإنجليزية)
- بيت في نهايه الشارع على موقع نتفليكس (الإنجليزية)
- بيت في نهايه الشارع على موقع قاعدة بيانات الأفلام العربية
- بيت في نهايه الشارع على موقع ألو سيني (الفرنسية)
- بيت في نهايه الشارع على موقع أول موفي (الإنجليزية)
- بيت في نهايه الشارع على موقع بوكس أوفيس موجو (الإنجليزية)
- بيت في نهايه الشارع على موقع فيلمافينيتي (الإسبانية)
- بيت في نهايه الشارع على موقع قاعدة بيانات الأفلام السويدية (السويدية)